# Pokr Masrik
Pokr Masrik (in armeno Փոքր Մասրիկ?) è un comune dell'Armenia di 883 abitanti (2009) della provincia di Gegharkunik.